# Léopold Loustau
Pour les articles homonymes, voir Loustau.
Jacques Joseph Léopold Loustau, né le 26 mai 1815 à Sarrelouis en Allemagne et mort le 4 juin 1894 à Paris, est un peintre français sourd du XIXe siècle, élève des célèbres peintres Hersent et Léon Cogniet

## Biographie
Né le 26 mai 1815, Léopold Loustau est sourd, le fils d'un intendant général de l'Armée napoléonienne et de l'héritière d'un grand industriel de la métallurgie lorraine. Il étudie à l'Institution des sourds-muets de Nancy à l'âge de 14 ans en 1829 et il reste jusqu'à 1831[réf. souhaitée]. Il étudie à l'École nationale supérieure des beaux-arts avec ses maîtres Hersent puis Léon Cogniet. Léon Cogniet donne des conseils de peintures mais Léopold refuse d'obtenir ces bénéfices seul, Léopold le convainc d'enseigner de la peinture aux autres sourds de l'Institut national des jeunes sourds et le maitre l'accepte. Parmi les élèves sourds, un peintre prometteur est Frédéric Peyson. Et l'artiste réalise beaucoup de tableaux de peintures et expose régulièrement au Salon de 1842 jusqu'à sa mort. Plusieurs tableaux sont achetés par l'État.
Léopold a une fille qui est mariée avec Henri Leguay en 1855.

### Décès
Le 4 juin 1894, il est mort d'un accident vasculaire cérébral au travail dans son atelier, « C’est en travaillant qu’il a été pris d’une congestion cérébrale. La mort a dû être instantanée, car nous l’avons trouvé à trois heures et demie, sur son fauteuil, dans la position d’une personne qui repose, sa palette tombée à droite et ses pinceaux devant lui... » écrit par Henry Leguay, beau-fils et maire de Chevreuse à cette époque.

## Œuvres

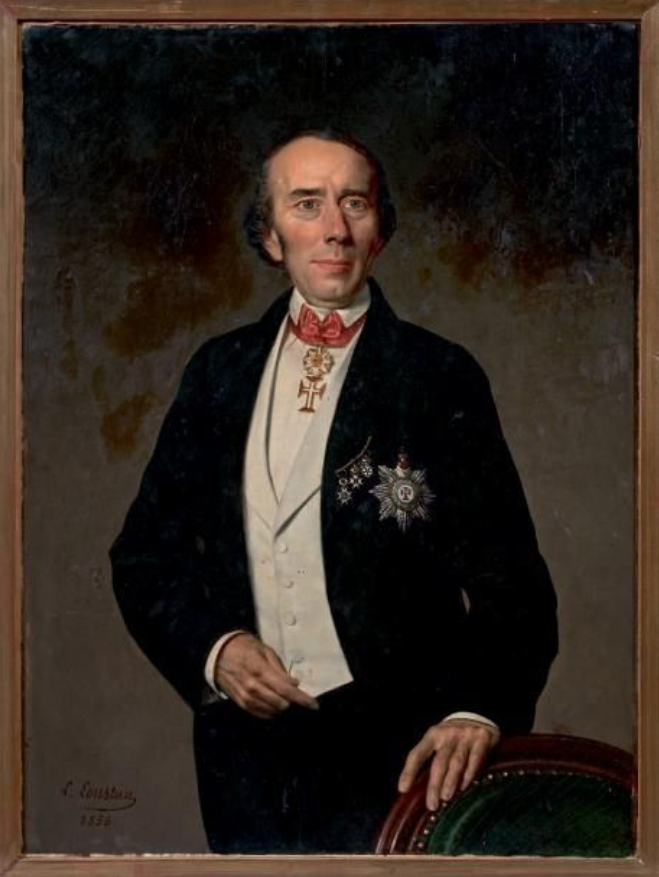
Portrait d’Adolphe de Milly, en 1856.

- Portrait de François Antoine Poinsignon, 1850
- Portrait de Victoire Louise Flamant, 1850
- Portrait d’Ignace Antoine Poinsignon, 1850
- L'horloger Monot sauvant l'abbé Sicard des massacres de Septembre 1972, en 1882